# Palazzo Marietti
Palazzo Marietti è un edificio storico di Milano situato in via del Bollo n. 2.

## Storia e descrizione
Nonostante l'origine del palazzo risalga al XV secolo la facciata fu rifatta nel XIX secolo con un aspetto tipicamente neoclassico: il pian terreno presenta un bugnato liscio, con un portale ad arco a tutto sesto racchiuso tra due coppie di lesene che reggono un balcone. Il primo e secondo piano sono scanditi da lesene di ordine corinzio: il piano nobile presenta finestre decorate con modanature rettilinee, mentre il secondo piano presenta porte finestre con semplici cornici. Resti del palazzo rinascimentale si possono notare nel portico di colonne di ordine tuscanico, mentre nel cortile minore sono presenti resti del demolito lazzaretto di Milano.